# Collados
Collados és un nucli de població adscrit al municipi de Calamocha a la comarca de Jiloca, província de Terol, a l'Aragó. Es troba a pocs quilòmetres del nucli principal, a la vall del riu Jiloca.
Té una extensió de 190 Ha forestals i un terme de 12,4 Km2.